# Эль-Мхассани, Юнесс
Юнесс "Матрица" Эль-Мхассани (род. 1 февраля, 1983) — нидерландский спортсмен, марокканского происхождения, выступающий в кикбоксинге и тайском боксе в среднем и втором среднем весе.

## Биография

### Начало
Юнесс начал заниматься кикбоксингом в 1998 году, а уже спустя несколько месяцев состоялся его дебютный поединок. На протяжении первых семи лет карьеры Эль-Мхассани провёл большое количество боёв, одержав верх, в том числе, над Марко Пике, Али Гуньяром, Вильямом Диндером, Тариком Слимани. В ноябре 2002 года в Хофддорпе Юнесс решением судей победил такого же как и он перспективного бойца Майка Замбидиса. Полгода спустя, после ряда громких побед Замбидис стал мировой звездой, в то время как Эль-Мхассани приходилось ещё несколько лет выступать на провинциальных турнирах.

### Большие победы
В марте 2006 года Эль-Мхассани посчастливилось стать соперником именитого бойца из Таиланда Пхачонсыка Лукпхрабата, экс-чемпиона Лумпхини, заработавшего в Европе авторитет победами над Степаном Веселичем, Юри Месом и Винсентом Вилвоем. Поединок завершился дисквалификацией тайца за проведение "скруток", практикуемых в тайском боксе, но запрещённых правилами кикбоксинга. Обстоятельства потребовали реванша.

Повторный бой состоялся в июне 2007 года. Пхачонсык успел к тому времени одержать верх над чемпионом SuperLeague Алвиаром Лимой и над сенсационно нокаутировавшим Тейрона Спонга Амиром Зейядой, будучи несомненным фаворитом. Однако, Юнесс сумел воспользоваться выпавшим шансом, получив победу решением судей, что вывело его в число лидеров среднего веса.

Ещё больше укрепить свои позиции Эль-Мхассани мог, участвуя в гран-при King of Kickboxing. Ещё в апреле 2007 года в Цюрихе Юнесс выиграл отборочный турнир, побив француза Манда Одже и титулованного чеха Йиржи Жака. Однако, участие Эль-Мхассани в финальной части гран-при в декабре 2007 года сорвалось, что стало началом длительной полосы неудач.

### Планы вместо боёв
На протяжении шести лет после нашумевшей победы над Пхачонсыком Юнесс так и не смог закрепиться в элите среднего/второго среднего весов. Причиной тому стали не поражения, а нежелание промоутеров привлекать к боям незрелищного бойца, неудобного большинству соперников. Так с марта 2008 года у Эль-Мхассани так и не состоялись запланированные бои с Райеном Симсоном, Саййоком Пхумпханмуангом, Геворгом Петросяном, Кхемом Ситсонгпхинонгом, Лероем Кастнером. В сентябре 2010 года и марте 2011 года Юнесса рассматривали как претендента на титул по версии It's Showtime (77 кг), однако бои с тогдашними чемпионами Косму Алешандри и Артёмом Левиным не произошли.

## Сноски
1. ↑  Steko's – Steko's. Дата обращения: 29 апреля 2013. Архивировано 5 марта 2016 года.